# Doğan Özdenak
Doğan Özdenak (* 1954) ist ein ehemaliger türkischer Fußballtorhüter. Seine Brüder Yasin und Gökmen sind ebenfalls ehemalige Fußballspieler.

## Karriere
Doğan Özdenak spielte während der Saison 1973/74 für İskenderunspor in der 2. Liga. Im Sommer 1976 wechselte der Torhüter zu Galatasaray Istanbul. Für Galatasaray kam Özdenak einmal zum Einsatz (8. Mai 1877 gegen Adanaspor).